# 500 francia frank (bankjegy, Pascal-típus)
Az ikonikus Pascal-típusú ötszáz frankos címlet a francia frank bankjegyei közül talán a leghíresebb, legismertebb. Magyarországon csak a legendás Kossuth-százas élvezett hasonló státuszt.

## Története

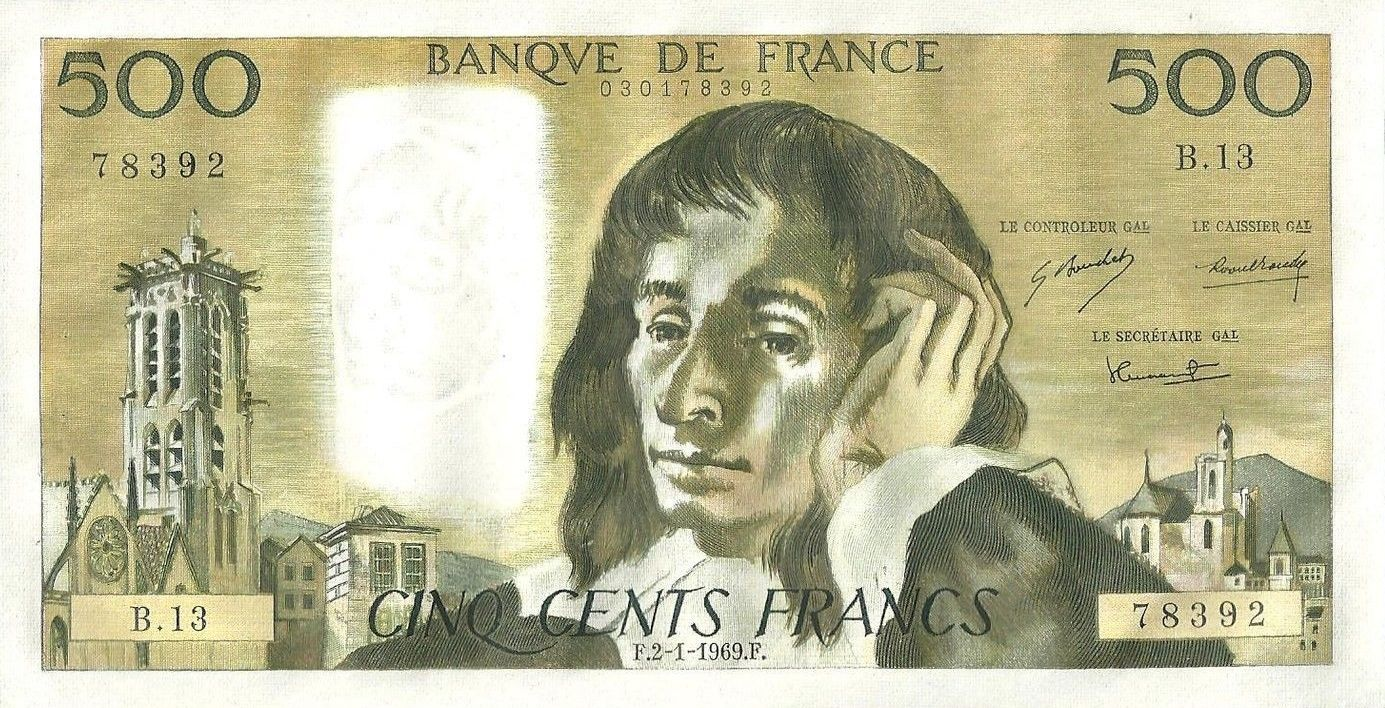
500 francia frank 1969.01.02. Pascal-típus, a neves bankjegytervező, Lucien Fontanarosa (1912-1975) alkotása. Mérete: 180 X 97 mm.

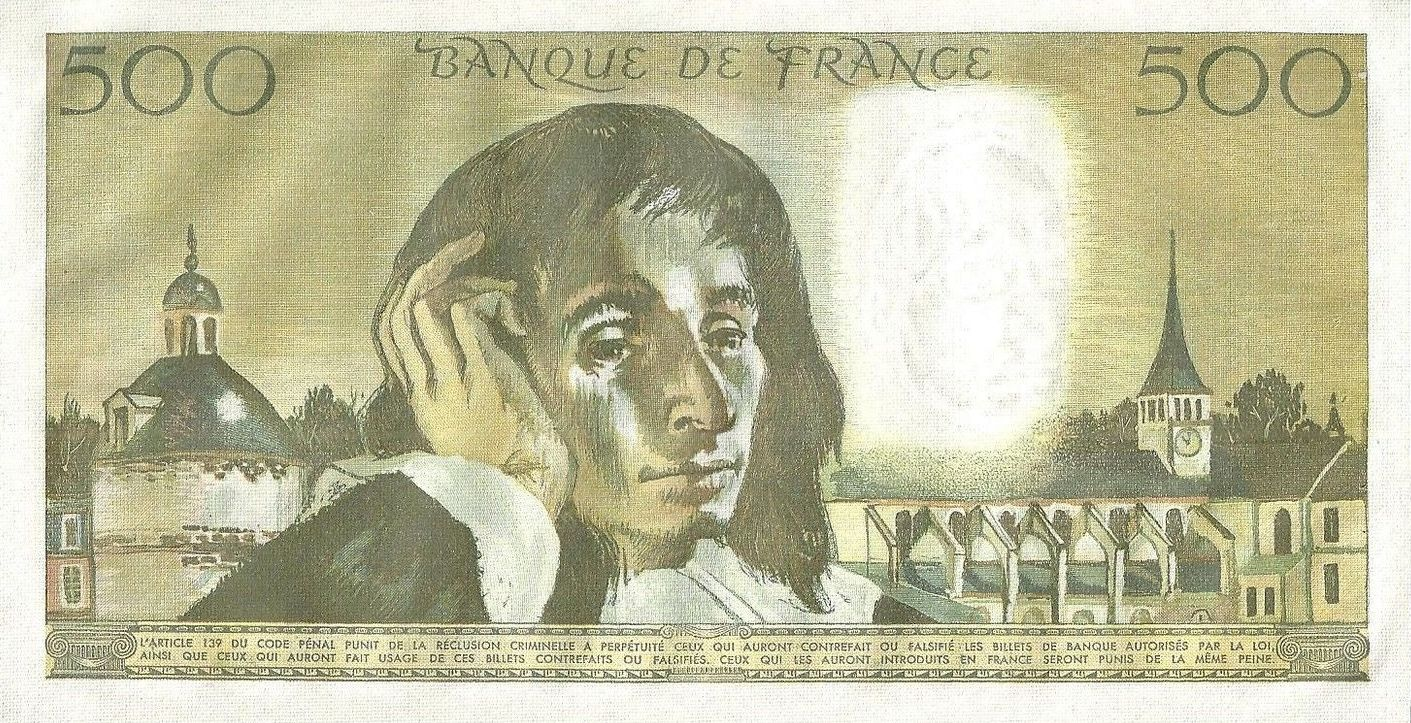
500 francia frank 1969.01.02. hátoldal.

Az 1960-as valutareformmal bevezetett új frank (nouveaux franc) vagy „nehéz frank” (franc lourd) - 1 új frank 100 régivel (anciens francs) volt egyenértékű – második, "créateurs et scientifiques célèbres" - "ünnepelt alkotók és tudósok" bankjegyszériájának legnagyobb címletét, az 500 frankost a neves tervező, Lucien Joseph Fontanarosa (1912. december 19. -1975. április 27.) alkotta. A lakosság körében csak "Pascal" becenéven emlegették. Ezt a típust 1968. január 4. és 1994 között nyomtatták, a korábbi Molière-típust váltotta, 1969. január 7. és 1997. március 1. között volt forgalomban. A Banque de France 2007. március 1-ig beváltotta új címletekre, az euró bevezetése után 76,22 eurót fizettek érte. Az 1969 és 1995 között kibocsátott 1 milliárd 30 millió darabos mennyiségből nagyjából 2 millió 670 ezret - kb. 1,34 milliárd francia frank, azaz 203 millió euró értékben - nem cseréltek be belőle, ennyi a lakosságnál és a gyűjtőknél maradt, vagy megsemmisült.
1980-ban a neves francia bankjegytervező, Pierette Lambert megbízást kapott egy új, a Pascal-típust felváltó 500 frankos megtervezésére. A címlet neve és témája a "Középkori művészet" lett, 1983-ban a Banque de France vezetése azonban úgy döntött, hogy ezt inkább 1000 frankosként kellene kibocsátani, de később ettől az elképzeléstől elálltak. 1986-ban Lambert egy újabb 500 frankossal, a "Bretagne-i Anna és a reneszánsz" tervével készült el, ez ugyanolyan nagy méretű és ugyanazokat a biztonsági elemeket tartalmazó lett volna, mint a Pascal-típus. A jegybank vezetése azonban belátta, hogy az 1990-es évekre egy biztonságtechnikai szempontból sokkal korszerűbb - noha végül esztétikai szempontból kétségkívül gyengébben sikerült - szériával kell előállnia, ennek 500 frankosára a Curie-házaspár került.

## Leírása

### Előoldal
A bankjegy előoldalán Blaise Pascal (Clermont-Ferrand, 1623. június 19. – Párizs, 1662. augusztus 19.), a kiemelkedő jelentőségű filozófus, teológus, moralista, matematikus, fizikus balra néző, középen elhelyezkedő portréja van, a Saint Jacques templom (Église Saint Jacques de la Boucherie) tornyával a bal szélen, a háttérben pedig Párizs városképe látható a 17. század derekáról. Az előoldal nyomólemezét Robert Armanelli készítette.

### Hátoldal
Középen Blaise Pascal jobbra néző portréja helyezkedik el, a háttérben a párizsi Port Royal apátsággal (Abbaye de Port Royal). A hátoldal nyomólemezét Claude Durrens (1921-2002) készítette.

### Vízjel

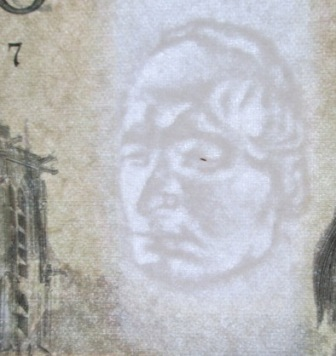
A francia Pascal-típusú 500 frankos vízjele, Pascal halotti maszkja.

Pascal halotti maszkja.

### Mérete
180 X 97 mm.

### Biztonsági elemek
Metszetmélynyomtatás (intaglio technika), polychrom (többszínű) nyomtatás és vízjel, speciális, különlegesen vékony, de erős, hártyaszerű, jellegzetes francia bankjegypapír.

### Feliratok
Előoldal: Banque de
France; Cinq Cents Francs; Le Controleur Général; Le Caissier Général; Le
Secrétaire Général;
Hátoldal: L'Article 139
du Code Pénal Punit de la Réclusion Criminelle a Perpetuité Ceux qui Auront
Contrefait ou Falsifié les Billets de Banque Autorisés par la Loi, Ainsi que
Ceux qui Auront Fait Usage de Ces Billets Contrefaits ou Falsifiés. Ceux Qui
les Auront Introduits en France Seront Punis de la Même Peine.

## Változatai
A Pascal 500 frankosnak tíz aláírás változata és számos dátumváltozata van.
A típus bankjegyein szereplő hitelesítő aláírás (Le Controleur Général, Le Caissier Général, Le Secrétaire Général) és dátumváltozatok:
Bouchet / Tondu / Morant: 04.01.1968. / 05.12.1968. / 02.01.1969. / 06.11.1969. / 08.01.1970.
Bouchet / Vergnes / Morant: 05.08.1971. / 06.01.1972. / 04.10.1973. / 06.12.1973. / 05.09.1974.
Bouchet / Tronche / Morant: 05.12.1974. / 06.11.1975.
Bouchet / Tronche / Strohl: 01.04.1976. / 04.11.1976. / 03.02.1977. / 03.11.1977. / 05.10.1978. / 07.06.1979.
Tronche / Dentaud / Strohl: 07.06.1979. / 03.04.1980. / 04.09.1980. / 08.01.1981. /04.06.1981. / 02.07.1981. / 07.01.1982. / 05.08.1982. / 06.01.1983. / 02.06.1983. /05.01.1984. /05.07.1984. / 03.01.1985. /03.04.1985. /06.02.1986.
Ferman / Dentaud / Strohl: 08.01.1987. / 22.01.1987. / 05.11.1987.
Dentaud / Charriau / Ferman: 03.03.1988. /05.05.1988. / 02.02.1989. / 02.03.1989. / 06.07.1989. / 01.02.1990.
Dentaud / Charriau / Bruneel: 05.07.1990. / 06.09.1990. / 03.01.1991. / 02.05.1991.
Bonnardin / Charriau / Bruneel: 03.10.1991. / 02.01.1992. / 06.08.1992. / 07.01.1993.
Bonnardin / Vigier / Bruneel: 02.09.1993.

## Előd és váltótípusok

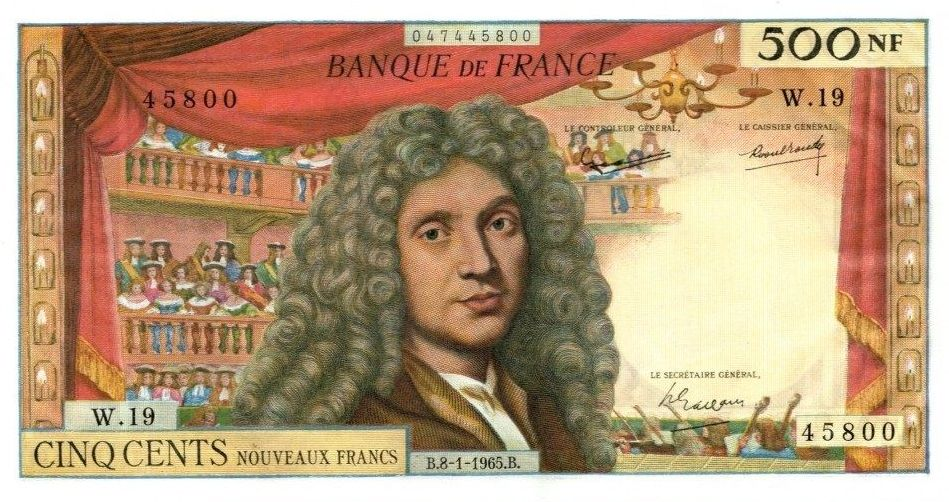
A Molière-típusú 500 frankos bankjegy volt a Pascal-típus elődje. Mérete: 182 x 97 mm.
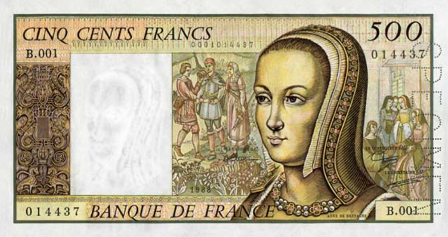
1986-ban Pierette Lambert, a neves bankjegytervező megbízást kapott a francia jegybanktól a Pascal-típust felváltó 500 frankos megtervezésére, melnyek témája Bretagne-i Anna és a reneszánsz lettek volna. A terv elkészült, de a címletet végül nem bocsátották ki. Mérete: 180 x 97 mm.
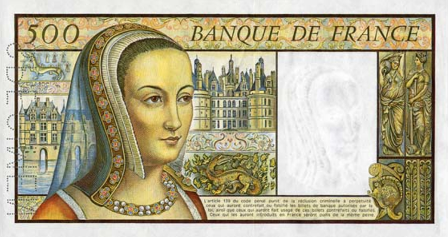
A Bretagne-i Annát ábrázoló 500 frankos bankjegyterv hátoldala.
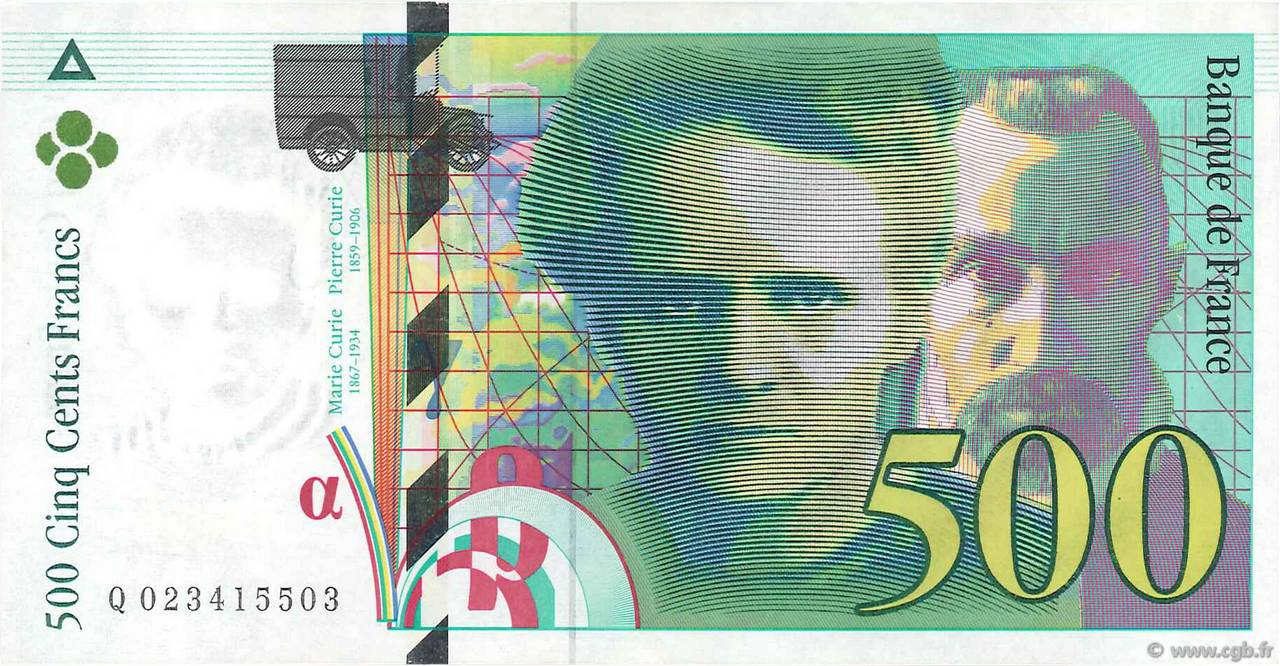
A Pascal-típust az 1995. március 22-én bevezetett, a Curie házáspárt ábrázoló 500 frankos váltotta. Mérete: 153 x 80 mm.